# Swichum
Swichum is een dorp in de Nederlandse gemeente Leeuwarden, in de Nederlandse provincie Friesland. Swichum ligt even ten zuiden van de stad Leeuwarden tussen de dorpen Wirdum en Warga. Het dorp vormt samen met Wirdum een tweelingdorp met een gezamenlijke dorpsbelangenvereniging. In 2023 telde het dorp 50 inwoners.

## Geschiedenis
De geschiedenis van Swichum gaat terug tot 400 jaar voor het begin van de christelijke jaartelling. Swichum is ontstaan op een terp die werd opgeworpen op een kwelderwal te midden van moerassen en meren. In de tiende eeuw kreeg Swichum door de bouw van dijken een vaste verbinding met Leeuwarden en Goutum.
In de 14e eeuw werd het dorp geschreven als Swygghem, Swichum en Swichem en in 1664 als Zwichem. Het tweede deel van de naam duidt op een woonplaats (heem/um). Het eerste deel is onduidelijk, mogelijk afgeleid van een persoon.
De terp werd tussen ongeveer 1897 en 1908 rond de kerk en rond de bebouwing in het oosten afgegraven. Hierdoor ontstonden twee terprestanten, die als eilanden door een weg met elkaar verbonden zijn.
Swichum maakte tot 1 januari 1944 deel uit van de gemeente Leeuwarderadeel.

## Kerk
Op de gedeeltelijk afgegraven terp van het dorp staat de Nicolaaskerk uit het jaar 1234, gewijd aan de heilige Nicolaas van Myra. Het gebouw wordt niet meer voor erediensten gebruikt. De kerk is in beheer van de Stichting Alde Fryske Tsjerken.

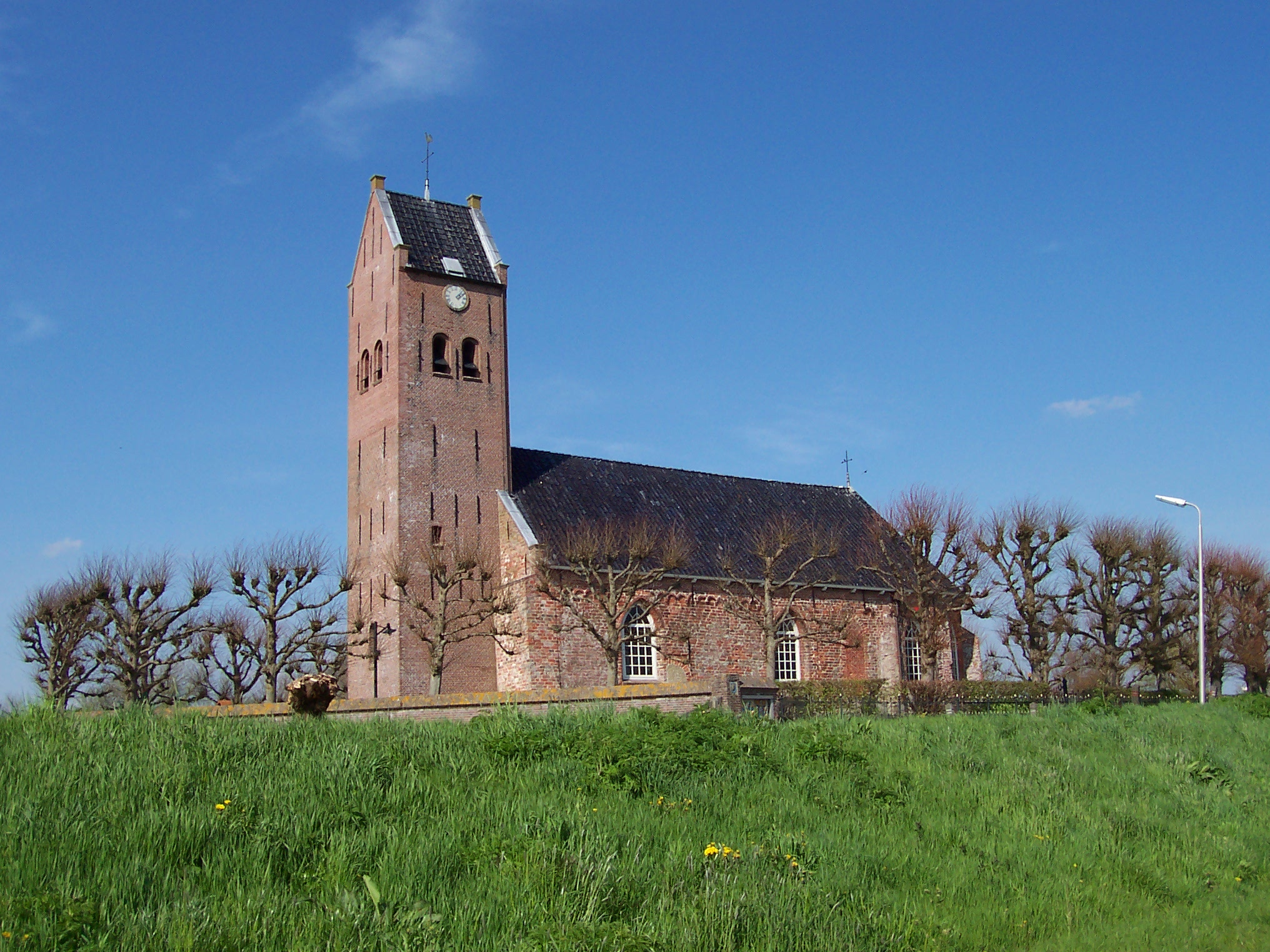
De Nicolaaskerk in 2006

## Sport
In 1965 werd de voetbalvereniging WWS opgericht voor de dorpen Wijtgaard, Wirdum en Swichum en is gevestigd in Wirdum..

## Bevolkingsontwikkeling
- 1954 - 95
- 1964 - 70
- 1973 - 54
- 2005 - 60
- 2018 - 50
- 2019 - 50
- 2021 - 50
- 2023 - 50

## Bekende (ex-)inwoner

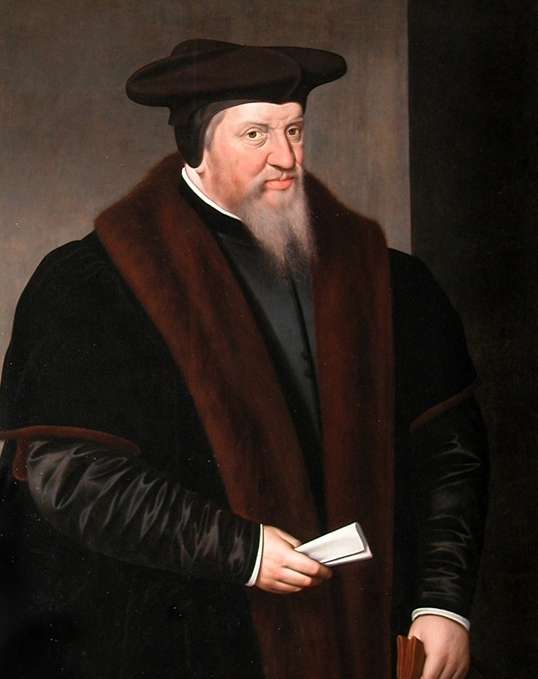
Viglius van Aytta, schilderij door Frans Pourbus de Oudere

Wigle van Aytta van Zwichem, uit het Fries gelatiniseerd tot Viglius ab Aytta Zuichemus (1507-1577), werd op de grens van Wirdum en Swichum geboren in het Barrahuis. Het Barrahuis was een uithof van het klooster Barraconvent uit Bergum. Viglius was staatsman en onder andere andere lid van de Raad van State onder Karel V en Filips II.

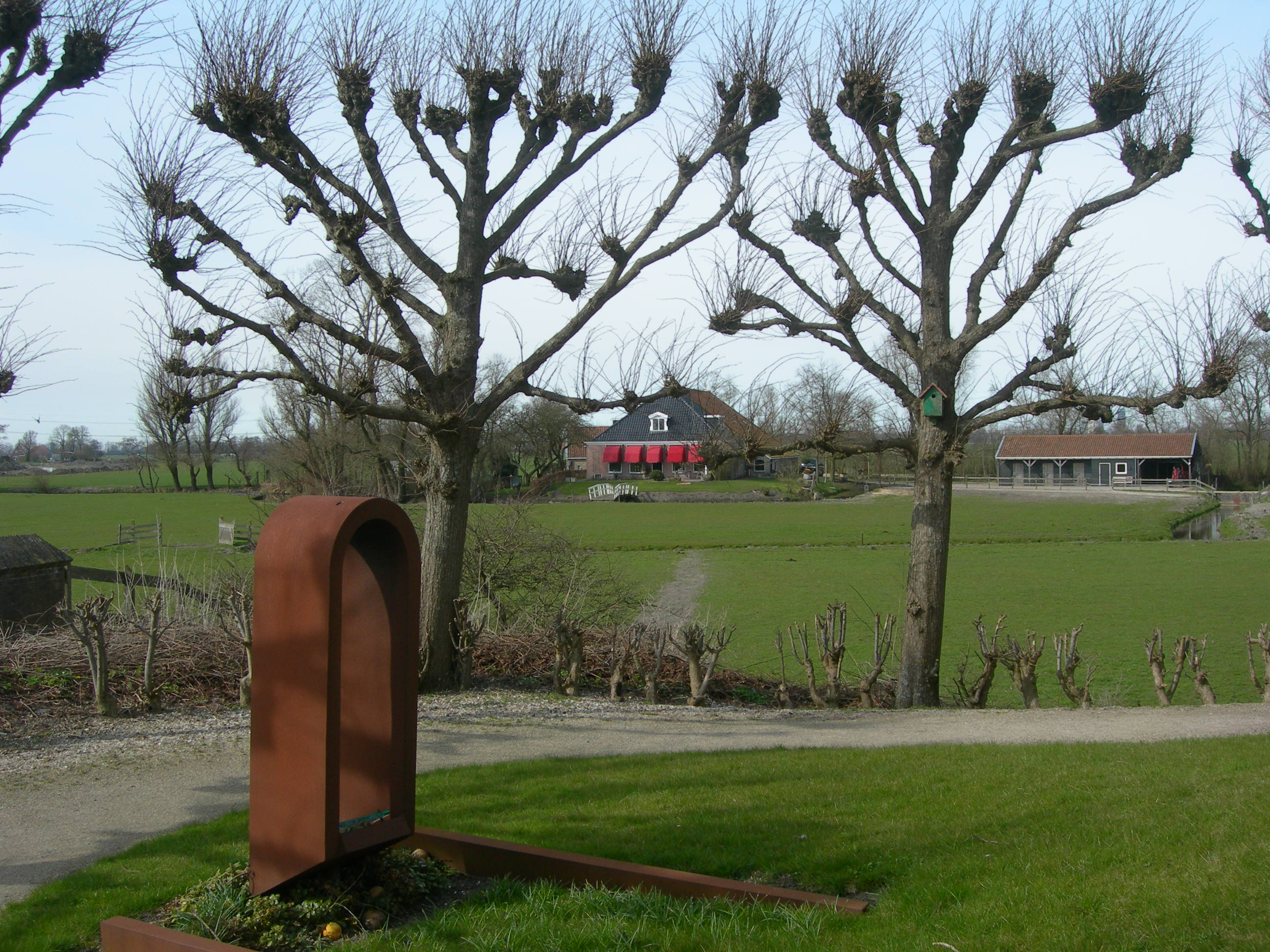
Zicht op een graf en een boerderij